# Niklas Salm-Reifferscheidt
Niklas av Salm-Reifferscheidt, född 1459 i Vielsalm, död 1530 i Marchegg, greve i ätten Salm-Reifferscheidt och österrikisk fältherre.
Han trädde 1483 i österrikisk tjänst. Redan vid unga år utnämnes han som "överste fälthövitsman" och förde befäl än i Ungern, än i Schweiz och Italien. I slaget vid Pavia 1525 växlade han hugg med Frans I, varvid båda sårades. 1527 slog han Johan Zápolyas trupper i Ungern. Vid belägringen av Wien 1529 ledde han framgångsrikt stadens försvar och tvang sultan Süleyman I att häva belägringen. Av ett sår, som Salm-Reifferscheidt erhållit vid turkarnas sista stormning, tvingades han 1530 att ta avsked ur krigstjänsten.

## Källa
- Salm-Reifferscheidt i Nordisk familjebok (andra upplagan, 1916)

1. 1 2  Gemeinsame Normdatei, läst: 9 april 2014.[källa från Wikidata]
2. 1 2 3  Leo van de Pas, Genealogics, 2003, läs online och läs online.[källa från Wikidata]